# خاله سرای پنجاه وهفت
خاله سرای پنجاه وهفت، روستایی از توابع بخش اسالم شهرستان تالش در استان گیلان ایران است.

## جمعیت
این روستا در دهستان خاله‌سرا قرار دارد و براساس سرشماری مرکز آمار ایران در سال ۱۳۸۵، جمعیت آن ۱٬۹۹۴ نفر (۵۰۵خانوار) بوده‌است. مردم این روستا به زبان تالشی تکلم میکنند.